# Chinozo
Chinozo(치노조)는 일본의 음악 프로듀서이자 보카로P이다. 대표곡으로 〈굿바이 선언〉이 알려져 있다.
2018년 보카로P로 대뷔했다. 기타리스트 출신이며 밴드 경험이 있는 것으로 알려져 있다. 2020년 10월에는 'niKu' 채널로 활동을 시작했으며, 2021년 8월 공개한 〈굿바이 선언〉의 조회수가 유튜브에서 〈모래의 행성〉을 넘어 보컬로이드곡으로 1위를 차지했다. 또한 2022년 7월 27일에는 보컬로이드곡으로는 최초로 유튜브에서 1억 조회수를 돌파하기도 했다.